# Radzikowo (gromada)
Radzikowo – dawna gromada, czyli najmniejsza jednostka podziału terytorialnego Polskiej Rzeczypospolitej Ludowej w latach 1954–1972.
Gromady, z gromadzkimi radami narodowymi (GRN) jako organami władzy najniższego stopnia na wsi, funkcjonowały od reformy reorganizującej administrację wiejską przeprowadzonej jesienią 1954 do momentu ich zniesienia z dniem 1 stycznia 1973, tym samym wypierając organizację gminną w latach 1954–1972.
Gromadę Radzikowo z siedzibą GRN w Radzikowie (w obecnym brzmieniu Stare Radzikowo) utworzono – jako jedną z 8759 gromad na obszarze Polski – w powiecie płońskim w woj. warszawskim, na mocy uchwały nr VI/10/14/54 WRN w Warszawie z dnia 5 października 1954. W skład jednostki weszły obszary dotychczasowych gromad Boguszyn, Boguszyn Nowy, Radzikowo, Radzikowo Nowe i Radzikowo Scalone ze zniesionej gminy Sielec oraz obszar dotychczasowej gromady Nieborzyn ze zniesionej gminy Wychódź w tymże powiecie. Dla gromady ustalono 12 członków gromadzkiej rady narodowej.
31 grudnia 1959 z gromady Radzikowo wyłączono wsie Boguszyn Nowy i Boguszyn Stary, włączając je do gromady Czerwińsk n. Wisłą w tymże powiecie, po czym gromadę Radzikowo zniesiono a jej (pozostały) obszar włączono do nowo utworzonej gromady Kuchary-Skotniki tamże.